# James Lynch (Erzbischof)
James Lynch (* etwa 1624 in Galway; † 31. Oktober 1713 in Paris) war ein irischer Bischof.

## Leben
James Lynch wurde durch die Propagandakongregation am 8. März 1669 zum Erzbischof von Tuam ernannt. Eugenius Albertus d’Allamont, Bischof von Gent, weihte ihn am 26. Mai 1669 in Gent zum Bischof. Mitkonsekratoren waren Peter Talbot, Erzbischof von Dublin, und Nicolas French, Bischof von Ferns. 1671 wurde ihm das Pallium verliehen.
Zurück in Irland kam er anfangs gut mit den Zivilbehörden zurecht und durfte predigen sowie lehren. 1674 wurde er jedoch verhaftet und gezwungen, ins Exil zu gehen. Anfangs lebte er in Madrid und später in Paris. Am 21. November 1710 bat er um einen Koadjutor. Sein Neffe Dominik Lynch, den er sich wünschte und der 20 Jahre sein Generalvikar war, starb, bevor ein Koadjutor eingesetzt wurde. 1713 wurde Francis de Burgo eingesetzt. Er starb mit fast 90 Jahren im Collegium Clericorum Hibernorum (Irish College) in Paris.